# Klembów
Klembów ist ein Dorf sowie Sitz der gleichnamigen Landgemeinde im Powiat Wołomiński der Woiwodschaft Masowien, Polen.

## Gemeinde
Zur Landgemeinde (gmina wiejska) Klembów gehören folgende 17 Ortschaften mit einem Schulzenamt (sołectwo):
Dobczyn
Karolew
Klembów
Krusze
Krzywica
Lipka
Michałów
Nowy Kraszew
Ostrówek
Pasek
Pieńki
Rasztów
Roszczep
Sitki
Stary Kraszew
Tuł
Wola Rasztowska